# The Temptations

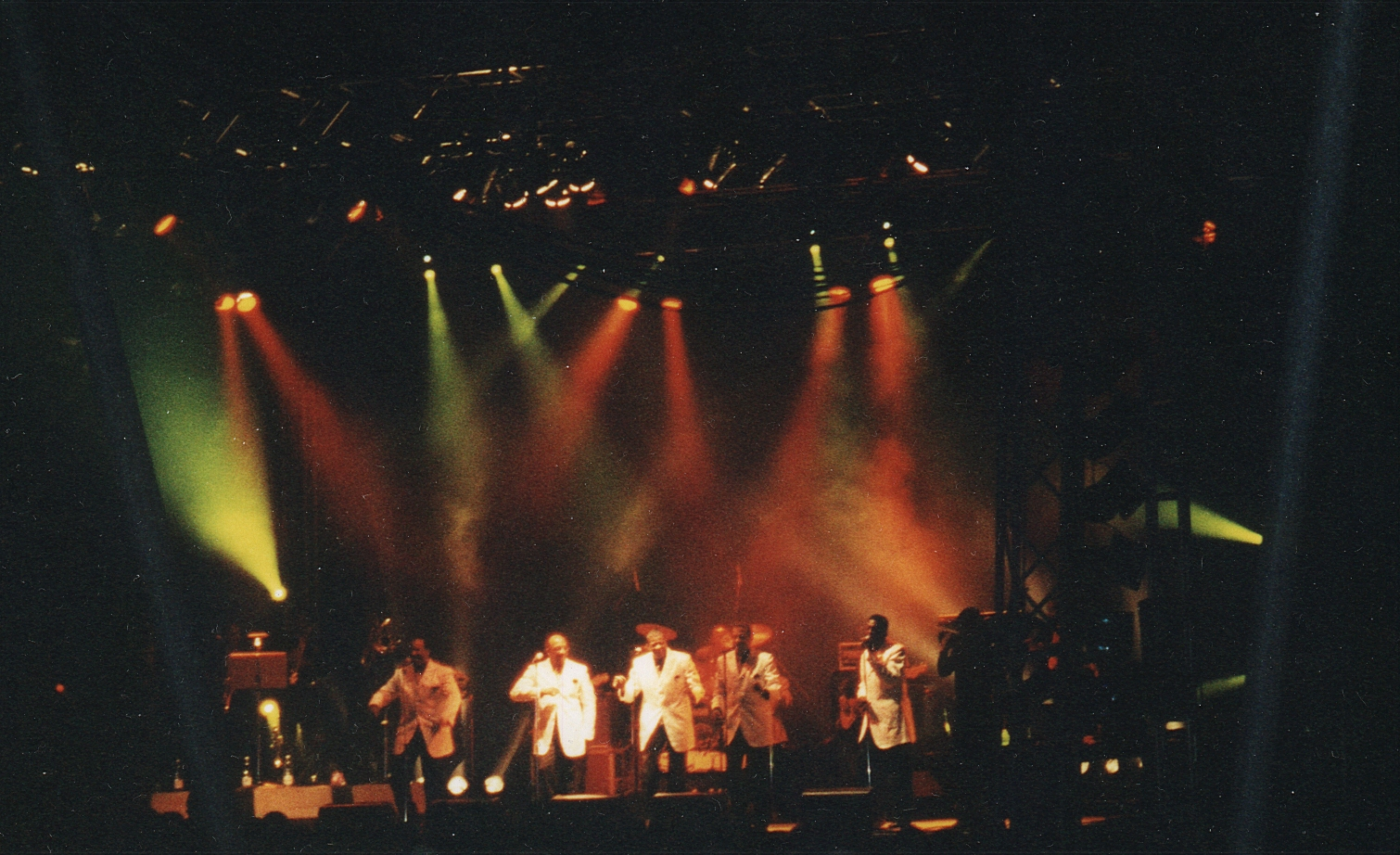
Formația The Temptations în 2000

The Temptations este un grup vocal american care a devenit faimos ca unul dintre cele mai de succes ansambluri muzicale ce au înregistrat pentru Motown Records. Pe parcursul celor cinci decenii de activitate, trupa a abordat genuri ca R&B, doo-wop, funk, disco, soul și adult contemporary. 
Formată în Detroit, Michigan în 1960 sub numele de The Elgins, the Temptations au avut mereu în componență cel puțin cinci vocaliști/dansatori. Cunoscuți pentru coregrafia unică, armoniile distincte și costumele strălucitoare purtate pe scenă, se spune că the Temptations au avut pentru muzica soul influența pe care au avut-o The Beatles pentru pop și rock. Cu vânzări de zeci de milioane de albume, the Temptations este una dintre cele mai de succes formații din istoria muzicii fiind fără îndoială cel mai important grup vocal al anilor '60. În 2010, trupa continuă să cânte și să înregistreze pentru Universal Records cu doar unul din membrii originali în componență - Otis Williams. 
Componența originală includea membrii din două formații vocale din Detroit: din The Distants, tenorul secund Otis Williams, tenorul principal Elbridge "Al" Bryant și basul Melvin Franklin; iar din The Primes, tenorul principal/falsetto Eddie Kendricks și tenorul secund/baritonul Paul Williams. Printre viitori membrii se găseau și soliștii vocali David Ruffin, Dennis Edwards, Richard Street, Damon Harris, Ron Tyson, Ali-Ollie Woodson, Theo Peoples și G.C. Cameron. Ca și The Supremes, trupa "soră" formată doar din fete, componența celor de la the Temptations s-a modificat de multe ori de-alungul timpului. 
Pe parcursul carierei, the Temptations au lansat patru singleuri ce au atins primul loc în Billboard Hot 100 și 14 astfel de singleuri în topul Billboard R&B. Formația a câștigat trei premii Grammy iar alte două premii le-au fost acordate textierilor și producătorilor hitului lor din 1972, "Papa Was a Rollin' Stone". The Temptations au fost primii artiști ai Motown Records care au câștigat premiul Grammy. Șase membrii ai trupei au fost incluși în Rock and Roll Hall of Fame în 1989. Trei cântece clasice ale formației "My Girl", "Ain't to Proud to Beg" și "Papa Was a Rollin' Stone" au fost incluse în Lista Rock and Roll Hall of Fame - 500 de cântece care au dat formă rock and rollului. 

## Discografie

### Albume de studio
- Meet the Temptations (20 martie 1964)
- The Temptations Sing Smokey (22 martie 1965)
- The Temptin' Temptations (1 noiembrie 1965)
- Gettin' Ready (15 iunie 1966)
- The Temptations with a Lot'o Soul (17 iulie 1967)
- The Temptations in a Mellow Mood (27 noiembrie 1967)
- The Temptations Wish It Would Rain (29 aprilie 1968)
- Diana Ross & the Supremes Join The Temptations (8 noiembrie 1968 - cu Diana Ross & The Supremes)
- Cloud Nine (17 februarie 1969)
- Together (23 septembrie 1969 - cu Diana Ross & The Supremes)
- Puzzle People (23 septembrie 1969)
- Psychedelic Shack (6 martie 1970)
- The Temptations Christmas Card (30 octombrie 1970)
- Sky's the Limit (22 aprilie 1971)
- Solid Rock (11 ianuarie 1972)
- All Directions (27 iulie 1972)
- Masterpiece (21 februarie 1973)
- 1990 (7 decembrie 1973)
- A Song for You (16 ianuarie 1975)
- House Party (4 noiembrie 1975)
- Wings of Love (10 martie 1976)
- The Temptations Do the Temptations (16 august 1976)
- Hear to Tempt You (1977)
- Bare Back (1978)
- Power (1980)
- Give Love at Christmas (1980)
- The Temptations (1981)
- Reunion (7 aprilie 1982)
- Surface Thrills (18 februarie 1983)
- Back to Basics (1983)
- Truly for You (15 octombrie 1984)
- Touch Me (1985)
- To Be Continued (1986)
- Together Again (11 septembrie 1987)
- Special (1989)
- Milestone (1991)
- For Lovers Only (26 septembrie 1995)
- Phoenix Rising (18 august 1998)
- Ear-Resistible (16 mai 2000)
- Awesome (2001)
- Legacy (8 iunie 2004)
- Reflections (2006)
- Back to Front (23 octombrie 2007)

### Albume live
- Temptations Live! (6 martie 1967)
- Live at the Copa (9 decembrie 1968)
- Live at London's Talk of the Town (24 iulie 1970)
- The Temptations in Japan (1973)

### Compilații
- Greatest Hits (16 noiembrie 1966)
- Greatest Hits, Vol. 2 (8 septembrie 1970)
- Anthology (23 august 1973)
- The Temptations 25th Anniversary (1986)
- Motown's Greatest Hits (1992)
- Emperors of Soul (20 septembrie 1994)
- The Ultimate Collection (25 martie 1997)
- Lost and Found: You've Got to Earn It (1962-1968) (28 septembrie 1999)
- 20th Century Masters - The Millennium Collection: The Best of the Temptations, Vol. 1 - the 1960s (2000)
- 20th Century Masters - The Millennium Collection: The Best of the Temptations, Vol. 2 - the 1970s, 80s and 90s (2000)
- The Temptations at Their Very Best (2001)
- My Girl: The Very Best of the Temptations (2002)
- Psychedelic Soul (2003)
- Classic Soul Hits (2008)

### Albume soundtrack
- TCB (2 decembrie 1968 - cu Diana Ross & The Supremes)
- The Temptations Show (10 iulie 1969)
- On Broadway (7 noiembrie 1969 - cu Diana Ross & The Supremes)

## Membrii
- Elbridge "Al" Bryant (1939-1975) (în grup în intervalul 1961-1963)
- Otis Williams (n. 1941) (1961-prezent)
- Eddie Kendricks (1939-1992) (1961-1971; 1982)
- Paul Williams (1939-1973) (1961-1971)
- Melvin Franklin (1942-1995) (1961-1994)
- David Ruffin (1941-1991) (1964-1968; 1982)
- Dennis Edwards (n. 1943) (1968-1977; 1980-1984; 1987-1989)
- Ricky Owens (1971)
- Richard Street (n. 1942) (1971-1992)
- Damon Harris (n. 1950) (1971-1975)
- Glenn Leonard (n. 1947) (1975-1983)
- Louis Price (n. 1953) (1977-1980)
- Ron Tyson (n. 1948) (1983-prezent)
- Ali-Ollie Woodson (1951-2010) (1984-1987; 1989-1997)
- Theo Peoples (n. 1961) (1992-1998)
- Ray Davis (1940-2005) (1995)
- Harry McGilberry (1950-2006) (1997-2003)
- Terry Weeks (n. 1963) (1998-prezent)
- Barrington "Bo" Henderson (n. 1956) (1998-2003)
- G.C. Cameron (n. 1945) (2003-2007)
- Joe Herndon (n. 1949) (2003-prezent)
- Bruce Williamson (n. 1964) (2007-prezent)